# تاريخ التلفاز

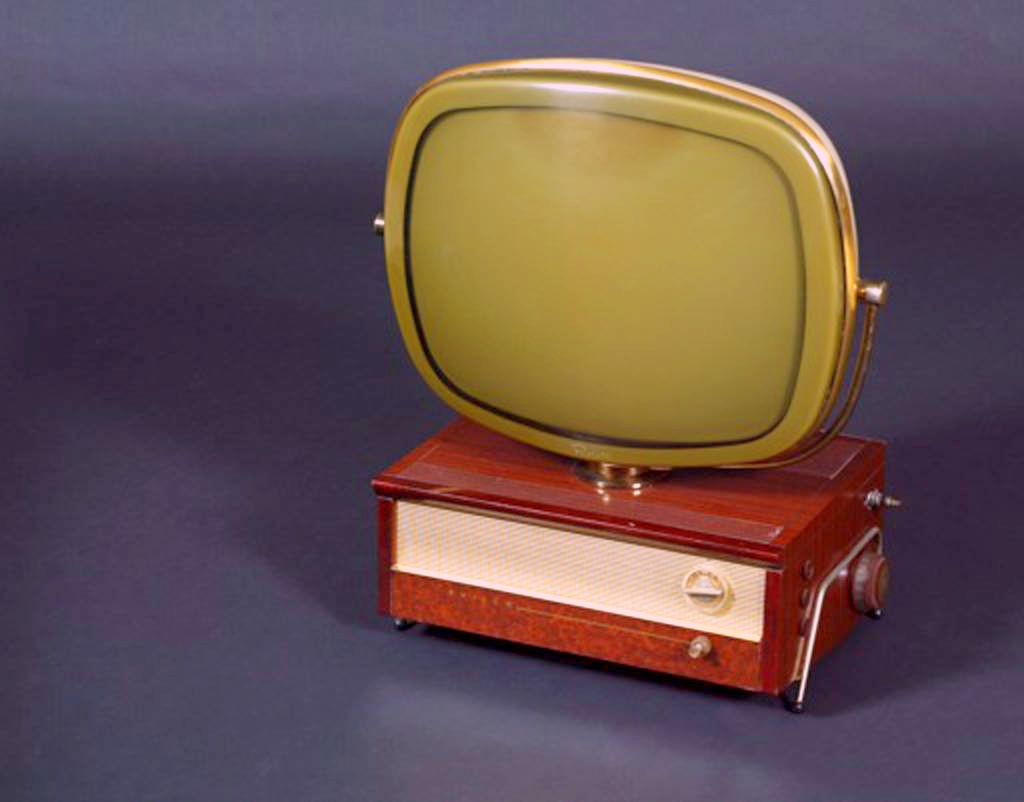

يعود تاريخ التلفزيون إلى عام 1884 عندما اخترع الألماني بول نيبكو قرصا ميكانيكيا دوّارا بفتحات صغيرة منظمة في شكل حلزوني عندما يتم تسليط الضوء عليها يتسرب الضوء من الفتحات ليعطي إحساسا سريعا بحركة الصور المسجلة على هذا القرص. وقد فتح قرص نبكو المجال أمام المخترعين للتفكير في إمكانية نقل الصور بطريقة ميكانيكية عبر الأسلاك إلى مكان آخر. وأصبح هذا القرص هو الأساس الذي قامت على أساسه التجارب التالية لتطوير تكنولوجيا لنقل الصور المتحركة من مكان إلى آخر سواء عن طريق الأسلاك أو باستخدام الموجات الهوائية.

## عالميا
تعتبر حقبة الخمسينات بمثابة العصر الذهبي للمرناة (التلفزيون)، وسط منافسة حامية ما بين شركات التلفزة الأميركية الثلاث الكبرى NBC وCBS وABC. وشهدت بدايات هذه الحقبة أول استخدام للمرناة سياسياً، حينما غطت شركة CBS حملات الانتخابات الرئاسية الأميركية لعام 1952. وكان للتلفزيون لاحقاً دوره في ترجيح كفة جون كينيدي على منافسه ريتشارد نيكسون. إلا أن بريطانيا هي أول من دشّن خدمة البث التلفزيوني المنتظم في عام 1936، من خلال هيئة الإذاعة البريطانية BBC التي تعتبر أيضاً أولى مؤسسات التلفزة التي تقدم التصوير والبث الحي من خارج الاستوديوات المغلقة.
وجاءت الطفرة الحقيقية في الـ «بي بي سي» عام 1952 عندما نظر إلى المرناة (التلفزيون) بجدية بعد استقطابه اهتمام الطبقات الاجتماعية المثقفة.
وفي عام 1935 عرف الألمان للمرة الأولى خدمة الإرسال التلفزيوني، واستطاعت فرنسا أن تدشن أول إرسال تلفزيوني منتظم من برج إيفل عام 1939. ومنحت حكومة فيشي التابعة للألمان حق امتلاك وتطوير وسائل الإعلام المرئي للقطاع الفرنسي الخاص، وهو ما أبطلته الدولة الفرنسية بعد انتهاء الحرب. وانطلق البث التلفزيوني المنتظم للمرة الأولى في موسكو في عام 1939، حيث وظف السوفيات ريادتهم في مجال الفضاء في الإرسال عبر الأقمار الاصطناعية، لتصبح محطة موسكو من بين أوائل المحطات التلفزيونية في العالم التي بثت برامجها فضائياً إلى العالم.
وفي اليابان، يعود تاريخ البث التلفزيوني التجريبي إلى العام 1939، وحتى بداية الستينات كان مصدر الجزء الأعظم من المواد المعروضة على الشاشة الصغيرة هو الولايات المتحدة، لكن سرعان ما بدأ اليابانيون إنتاج برامج ومسلسلات محلية. ليتراجع نصيب البرامج الأميركية إلى 5 في المئة من المعروض على الشاشة.
ولم يدخل المرناة (التلفزيون) إلى الصين إلا في عام 1958 وبمساعدة تقنية من الاتحاد السوفياتي. وتسببت «الثورة الثقافية» ما بين 1966 و 1967 التي حصدت خيرة المبدعين الصينيين في مجالات الفنون المختلفة في تقليص عدد محطات التلفزة الصينية إلى واحدة انحصرت برامجها في الشعارات.
وفي الهند سمح لمؤسسة الراديو الحكومية في أيلول (سبتمبر) 1959 بأن تقوم بالبث التلفزيوني من نيودلهي لمدة ساعة واحدة مرتين في الأسبوع، إلا أن المرناة (التلفزيون) الهندي طعم في العام 1961 برامجه بالأفلام والأغاني المحلية مما زاد عدد المشاهدين، لتتوسع الهند في هذا الصدد بعد دخولها عصر الأقمار الاصطناعية.

## عربياً
يعتبر تلفزيون العراق أول تلفزيون عربي بدأ إرساله التلفزيوني الأول عام 1954، وبدأت القصة قبل ذلك بعام حين حضرت إحدى الشركات الألمانية للمشاركة في معرض تجاري للأجهزة الإلكترونية في بغداد وصادف أن بين معروضاتها مرسلة للبث التلفزيوني باللونين الأبيض والأسود مع استوديو صغير مجهز بلوازم التصوير وعدد من المراني (أجهزة التلفاز) التي شدت انتباه العراقيين وأصابتهم بالدهشة كونهم لم يروها أو يسمعوا بها من قبل. وبعد انتهاء المعرض قررت الشركة إهداء تلك المعروضات إلى حكومة العراق الملكية.
بعدها جاء التلفزيون الجزائري في نهاية شهر ديسمبر عام 1956 إبان الفترة الاستعمارية حيث أقيمت مصلحة بث محدودة الإرسال، كانت تعمل ضمن المقاييس الفرنسية ويعد استحداثها اهتماماً بالجالية الفرنسية المتواجدة بالجزائر آنذاك، كما اقتصر بثها على المدن الكبرى للجزائر حيث أنشأت محطات إرسال ضعيفة تقدر بـ819 خط على المدى القصير موزعة على ثلاث مراكز في قسنطينة، الجزائر العاصمة، ووهران.
وفي لبنان وضع حجر الأساس لمبنى التلفزيون الرسمي في العام 1957، لكن إنجاز المشروع تأخر ليبدأ البث في أيار (مايو) 1959.
وفي العام نفسه وقّعت مصر اتفاقية مع «صوت أميركا» لتزويدها شبكة إرسال تلفزيونية وتدريب كوادرها الإعلامية، وفي تموز (يوليو) 1960 امتلكت مصر قناة تلفزيونية، واللافت أن القناة هي الرابعة على مستوى العالم العربي بعد قنوات «أرامكو» وبغداد وبيروت.
وكانت الكويت أول دولة خليجية تؤسس محطة تلفزيونية رسمية. وبدأ إرسال هذه المحطة في الخامس عشر من تشرين الثاني (نوفمبر) 1961. وكان بثها يلتقط في بقية أقطار الخليج بوضوح في الأوقات التي تشتد الرطوبة صيفاً. وقامت الكويت في عام 1969 بإنشاء محطة إرسال تلفزيوني في دبي تحت اسم «تلفزيون الكويت من دبي». وقبل سنوات طويلة من انطلاق التلفزيون الرسمي، عرفت الكويت بثاً تلفزيونياً خاصاً على نطاق محدود.

### التلفزيون العراقي
للتاريخ بدا البث التلفزيوني في بغداد بتاريخ 1/5/1956 ويعتبر بهذا التلفزيون العراقي أول محطات التلفزيون الناطقة ب اللغة العربية بالعالم على الإطلاق وللتاريخ أيضا فإن الشركة التي جهّزت العراق بأدوات البث والاستوديو هي شركة باي البريطانية وليست شركة ألمانية واقتصر البث في بداية الأمر على بغداد ثم وفي أواخر الستينات شمل البصرة والموصل وكركوك وفي العام 1976 بدا وعلى نطاق ضيق أول إرسال ملون وعلى القناتين 7&9 وفي العام 1977 تم ربط كل محطات البث في أنحاء العراق بشبكة المايكرويف.

### التلفزيون الجزائري
- قبل 1962

ظهرت التلفزة في الجزائر في ديسمبر العام 1956 إبان الفترة الاستعمارية أين أقيمت مصلحة بث محدودة الإرسال، اقتصر بثها على المدن الكبرى للجزائر أين أنشأت محطات إرسال ضعيفة تقدر بـ819 خط على المدى القصير موزعة على ثلاث مراكز في قسنطينة، العاصمة، ووهران.
كانت ترتكز البرامج على قاعدة تقنية بدائية، كانت أيضا تجلب في جزء كبير منها من فرنسا وتركز على إيجابيات المستعمر مبرزة مشاهده الثقافية وفي الوقت ذاته تعمل على إبراز علاقات الهيمنة على المجتمع الجزائري مشوهة في أغلب الأحيان نضاله السياسي ورصيده الحضاري.
- التلفزيون بعد 1962

لم تلبث الدولة الجزائرية غداة الاستقلال أن اتخذت التدابير اللازمة من أجل استرجاع مبنى الإذاعة والتلفزيون، لما يمتلكه هذا القطاع الحساس من أهمية في نقل السيادة الجديدة للدولة الجزائرية، وكذا في ترسيخ القيم الثقافية الخاصة بالشعب الجزائري بعيداً عن المسخ الذي استعمله المستعمر طويلاً.
و تطبيقا لهذا التوجه الذي يتعلق بأداة من أدوات السيادة الوطنية قام كل الإطارات والتقنيون والعمال الجزائريون في 28 أكتوبر 1962 برفع التحدي والتغلب على صعوبات التكوين وشكّلوا يداً واحدة تحدوهم الروح الوطنية فالتزموا بتحقيق سير الحسن لأجهزة الإذاعة والتلفزيون وفي استمرار الإرسال في حين ظن الإطارات والتقنيون الفرنسيون أن ذهابهم سيتسبب في عرقلة الإرسال لمدة طويلة.
و في الفاتح أوت من عام 1963 أسست الإذاعة والتلفزيون الجزائري ومن أجل هذا ركّزت الدولة على تجهيز هذا القطاع، فمن خلال المخططات الثلاثة التالية: (الثلاثي 1967-1969) (الرباعي الأول 1970-1973) (الرباعي الثاني 1974-1977) خصصت أكثر من 310 مليون دينار لميزانية تجهيز الإذاعة والتلفزة الجزائرية التي كانت ممتلكاتها تقدر في عام 1976 بـ389 مليون دينار جزائري بما فيها ما خلفه الاستعمار، وفي عام 1982 ارتفعت إلى 560 مليون دينار.
أما المؤسسة الوطنية للتلفزة فقد تكونت بناءً على المرسوم الوزاري المؤرخ في 01 جويلية 1987
تم تقسيمها إلى أربعة مؤسسات رئيسية هي: OTA بعد إعادة هيكلة مؤسسة الإذاعة والتلفزة
1. -المؤسسة الوطنية للتلفزة
2. - المؤسسة الوطنية للإذاعة
3. -المؤسسة الوطنية للبث الإذاعي والتلفزي
4. -المؤسسة الوطنية للإنتاج السمعي البصري

تقسم المؤسسة إلى 06 مديريات أساسية هي:
- مديرية الأخبار
- مديرية الإنتاج
- مديرية البرمجة
- مديرية الخدمات التقنية والتجهيز
- مديرية الإدارة العامة
- مديرية العلاقات الخارجية.

بالإضافة إلى مركز الأرشيف، المحطات الجهوية والمديريات التجارية
- بعد 1986

1. - المؤسسة الوطنية للتلفزة تصبح مؤسسة عمومية ذات طابع تجار صن
2. - وظائف الخدمة العمومية للمؤسسة يحددها دفتر المهام الذي يحدد واجبات المؤسسة وأهمها المتعلقة بالتعبير عن كل التيارات الفكرية، ووجهات النظر في ظل احترام مبدأ العدالة في الطرح والشفافية والحرية واحترام توجيهات المجلس الأعلى للإعلام والبيانات القادمة من وزارة الاتصال والثقافة، أما باقي الدفتر فهو يبين الهوية العامة للقناة المحددة بالثلاثية. الأخبار، التربية، التوجيه كما يحدد حصص بث البرامج الوطنية إضافة إلى بعض القوانين المتعلقة ببث الومضات الإشهارية
3. - يعوض مجلس التوجيه بمجلس الإدارة الذي يضم 10 أعضاء في أكبر تقدير له، مهمته حساسة وهي ضمان حرية الخدمة العمومية للتلفزة وكذا السهر على تطبيق ما جاء في كراس الواجبات وهذا حسب المرسوم التنفيذي لسنة 1991 وعلى عكس مجلس الإدارة الذي يرأس من طرف وزير الاتصال أو ممثل له.[2]

### التلفزيون المصري
رغم أن قرار بدء إرسال التلفزيون المصري قد اتخذ بشكل أبكر في أواسط الخمسينيات، أبكر عن 1956، إلا أن العدوان الثلاثي على مصر تسبب في تأخير العمل في إنشاء التلفزيون المصري حتى أواخر 1959. وقّعت مصر عقدا مع هيئة الإذاعة الأمريكية RCA لتزويد البلد بشبكة للتلفزيون، تم الانتهاء من إنشاء مركز الإذاعة والتلفزيون في 1960. وكان أول بث تلفزيوني مصري في 21 يوليو 1960.
في 13 أغسطس 1970 أنشأ المرسوم الجديد لاتحاد الإذاعة والتلفزيون المصري (ERTU)، وتم إنشاء أربعة قطاعات: قطاع الإذاعة، قطاع التلفزيون، قطاع الهندسة، قطاع التمويل، ولكل قطاع رئيس وكل رئيس يرأسه وزير الإعلام.
بعد حرب 1973 تحوّل كل من البث التلفزيوني ومرافق الإرسال إلى الألوان تحت نظام سيكام "SECAM"، وقد تغير البث التلفزيوني المصري من سيكام إلى بال في العام 1992.
ولقد تحددت الدراسات التي أرّخت لنشأه التليفزيون المصري عام 1951 كبداية لأول تجربة تليفزيونية في مصر حيث أجرت الشركة الفرنسية لصناعة الراديو والتليفزيون أول تجربة للإرسال التليفزيوني بالقاهرة في 1951 لتصوير المهرجانات التي أقيمت بمناسبة زواج الملك فاروق وكان لهذه الشركة غرض آخر وهو أن تعرض على الحكومة المصرية إقامة محطة تليفزيونية بالقاهرة ونظمت الشركة سهرة محلية شهدها يومئذ الأعضاء الذين كان من حظهم أن وضعت أجهزة الاستقبال في نواديهم
في 1954 عرض صلاح سالم وزير الإرشاد القومي في هذا الوقت على الرئيس جمال عبد الناصر موضوع إنشاء دار الإذاعة الجديدة وإنشاء محطه تليفزيونيه فوق جبل المقطم وتمت بالفعل.
وفي 1959 بدأ إنشاء مبنى للتليفزيون في الموقع المقام به حاليا وبعد ستة أشهر تم الإرسال
وفي 1960 كانت الاستديوهات التليفزيونيه تحت التجهيز والاعداد وكانت التجارب الأولى في مسرح قصر عابدين وهنالك عادت البعثات المصرية من الخارج بعد ايفادها للدراسة بمعهد R.C.A
بولاية نيويورك الإمريكية.
في الساعة السابعة من يوم 21 يوليو 1960 تم افتتاح التليفزيون المصري وبدأ الإرسال بالاحتفالات بثورة يوليو.
اقبل الناس في القاهرة على شراء الاجهزه بشكل كبير جدا كان ثمن الجهاز 35 جنيه
في 1973 بدا التليفزيون المصري اضخم عمليه لتجديد أجهزة الإرسال.
في 1978 تم توصيل القناتين الأولى والثانية إلى منطقة القناة بشبكة ميكرويف وإنشاء محطة بث تليفزيوني لكل من القناتين في كل من السويس والإسماعيليه وبورسعيد.
في 1988 بدا البث التليفزيوني للقناه الثالثة التي تخاطب (إقليم القاهرة الكبرى)
وفي 1988 أيضا بدأ إرسال القناة الرابعة التي تخاطب (مدن القناة)
وفي 1990 بدأ البث التجريبي للقناه الخامسة.
وفي 1994 قام الرئيس مبارك بأطلاق إشارة البث التجريبي للقناة السادسة لوسط الدلتا ومقرها طنطا والتي تخاطب (الغربية والدقهليه والمنوفيه وكفر الشيخ ودمياط)
وفي 1994 أيضا بدا إرسال القناة السابعة ومقرها المنيا وتغطي محافظات شمال الصعيد (بني سويف والمنيا والفيوم واسيوط)
في 1996 تم افتتاح القناة الثامنة ومقرها في اسوان وتخدم محافظات جنوب الصعيد (سوهاج وقنا واسوان والأقصر).
هذا بالضافه إلى القنوات الفضائية وقطاع النيل للقنوات المتخصصة التي بدأ بثها في 1990.
القناة الفضائية المصرية الأولى أول قناه فضائيه عربيه حكوميه تم ارسالها في 1990.
وقناة النيل الدولية في 1993 وبدأ ارسالها في 1994.
القناة الفضائية المصرية الثانية بدأت كقناه مشفره ودخلت في الاعلم المدفوع في 1996.
ثم ظهرت قطاع النيل للقنوات المتخصصة الذي ضم العديد من القنوات (الرياضية والأخبار والثقافة والمنوعات والطفل والتعليميه. (منقول من كتاب نشأة وتطور وسائل الاعلام للدكتور عبد الله زلطه)

### التلفزيون اللبناني
تعتبر شركة التلفزيون اللبنانية من أول شركات التلفزة في المنطقة العربية. لتبُث بلغتين: اللغة العربية فيما عرف «بالقناة 7» وباللغة الفرنسية فيما سمي بـ«القناة 9» بمشاركة شركة أر تي أف الفرنسية.
شيد مبنى شركة تلفزيون لبنان والمشرق عام 1961 في منطقة الحازمية من ضواحي بيروت. كانت تعرف بـ«القناة 11» وتبث باللغة العربية وكان معظم مساهميه من الفرنسيين.
بسبب ضيق السوق الإعلانية، دمجت الشركتين في العام 1974 نشرة أخبارهما، ثم تم الدمج نهائياً بينهما في العام 1977 م وسميت الشركة الجديدة «تلفزيون لبنان».
وفي العام 1982 وخلال الاجتياح الإسرائيلي بداء بث تلفزيون لبنان العربي كأول تلفزيون غير شرعي لكن بثه كان محدوداً في التغطية الجغرافية، كما إنه لم يعمر طويلاً.
وفي العام 1985 انطلقت المؤسسة اللبنانية للإرسال - LBC التي انشأتها القوات اللبنانية، ثم بدأ بعدها ظهور محطات أخرى فأنشئت محطة المشرق في الجهة المقابلة باشراف من النائب زاهر الخطيب لكنها لم تستطع الاستمرار طويلاً. وألغى قانون الإعلام عام 1994 محطات عدة مثل الـ ICN والتلفزيون الجديد والـ CVN ومحطات أخرى، وسمح ببث محطات جديدة مثل تلفزيون المستقبل وتلفزيون المر MTV وتلفزيون الشبكة الوطنية للإرسال NBN بعدما جرد القانون تلفزيون لبنان من حقه الحصري معوضاً عليه بالمقابل بإعفائه من الرسوم حتى سنة 2012. لكن ملحقاً آخر صدر في عهد حكومة الرئيس سليم الحص منح الرخصة لمحطات جديدة منها تلفزيون الجديد.
وأغلب محطات التلفزة اللبنانية تمثل تيارات سياسية أو طائفية.

### التلفزيون السوداني
بداية أول بث تلفزيوني في السودان كان في اليوم الثالث والعشرين من شهر ديسمبر عام 1962م وكان بثاً تجربياً. ومحصور في محيط الخرطوم العاصمة.أي المدن الكبرى الثلاث: الخرطوم،أم درمان،والخرطوم بحري.انطلق هذا الإرسال التجريبي من استديوالإذاعة بأم درمان، من جهاز صغير محدود القوة (100واط) وفرته شركة طومسون على سبيل التجربة لمدة عام. وكانت هناك أجهزة استقبال لهذا البث وزعت كأندية مشاهدة على الميادين الرئيسية والحدائق العامه كم وزعت بعض اجهزة الاستقبال على بعض الوزراء، وهي يابانية الصنع.قبل انتهاء فترة البث التجرييبي بدأ التفكير في وسيلة لبث دائم وإنشاء استديو خاص بالتلفزيون…وتم الانتقال إلى مبنى فندق المسرح القومي بأم درمان وكان ذلك عام 1963 حيث أنشئت ثلاثة استديوهات واستجلبت كاميرات ومعدات بموجب اتفاق مع ألمانيا الغربية توصل له وزير الاعلام (الاستعلامات والعمل) في ذلك العهد (اللواء محمد طلعت فريد) ويقضي بتقديم عون فني للسودان لإنشاء محطه للتلفزيون. وتمت توأمة مع تلفزيون وإذاعة برلين أسهمت في تزويد المحطة الوحيدة بتلك المعدات وقطع الغيار مع تدريب الكوادر العامله في هذا الجهاز الجديد، وبدأ التلفزيون ينتج برامجه وسهراته ويبثها على الهواء مباشرة وخصصت حديقة السطح بفندق المسرح (مبنى البرامج حالياً) الذي اتخذه التلفزيون مقراً له، مكاناً للسهرات والبرامج الجماهيرية. وفي نوفمبر 1963 اٌفتتح التلفزيون السودانى رسمياً …ولعدم وجود اجهزة تسجيل الصورة والصوت ظل البث على الهواء إلى عام 1968 حيث ادخل نظام التسجيل الإلكتروني (الفيديوتيب). ظل الإرسال في مرحلة النشاة هذه محصوراً في الخرطوم وضواحيها في دائرة قطرها 40 كيلومتر.
وقد ساهم في توثيق كل مناحي الحياة السودانية السياسية والاقتصادية الثقافية بكل ضروبها من مادية وفنون غنائية وتشكيلية تمكن الدارسين والباحثين من الرجوع إليها في أي وقت يحتاجونها فيه وفي أوائل السبعينات القرن الماضي بدئ في إنشاء محطات تلفزة إقليمية بدأت بود مدني وانتشرت ووصلت إلي كل عواصم الولايات والمحافظات.
وفي عام 2012 احتفلت الفضائية السودانية باليوبيل الذهبي على تأسيسها.

### التلفزيون الأردني
7 نيسان عام 1968 أعطى الملك الحسين بن طلال إشارة البدء لانطلاق التلفزيون الأردني ليكون الأردن من الدول الرائدة في البث التلفزيوني. ومنذ ذلك الوقت أصبحت الشاشة الأردنية صورة وصوت الأردن إلى أبناء الأمة ومنبرا للصوت الحر المعبر عن رسالة الأردن القومية وأداة اتصال وتواصل مع الدول المجاورة خاصة مع إخواننا بالضفة الغربية وقطاع غزة.

### التلفزيون الكويتي
بدأ بثه الرسمي في 15 نوفمبر 1961 وذلك من الحي الشرقي من مدينة الكويت (الشرق حالياً)، وكان المقر في تلك الفترة عبارة عن شبرات تتوزع عليها كل أنشطة التلفاز من إخراج وبث للبرامج والأخبار والإدارة وكل قطاعات التلفاز. وقد كان بث البرامج باللونين الأبيض والأسود لمدة أربع ساعات يوميا. تلفزيون الظهران بالمنطقة الشرقية التابع لارامكو في المملكة العربية السعودية من اوائل التلفزيونات العربية